# عقد قران
صيغة عقد القران أو عقد النكاح أو عقد الزواج هو شهادة زواج لشخصين قد أجروا مراسم الزواج. هو دليل رسمي على وجود الزواج
تتضمن كتابة صيغة العقد أغلب المعلومات التالية:
- السنة التي ولد فيها الزوجان.
- أسماء الزوجين بالإضافة إلى الكنية واللقب.
- وثائق اثبات الشخصية (بطاقات) للزوجين والولي.
- الاسم الكامل لولي عقد الزواج.
- اسم أم الزوجين عند من يرى ذلك.
- عناوين ومهنة الزوجين.
- ودين الزوجين.
- جنسية الزوجين.
- موافقة الآباء وأمهات الزوجين، عند من يرى ذلك.
- وجود شهود ثقة تكتب أسماؤهم وبياناتهم الشخصية.

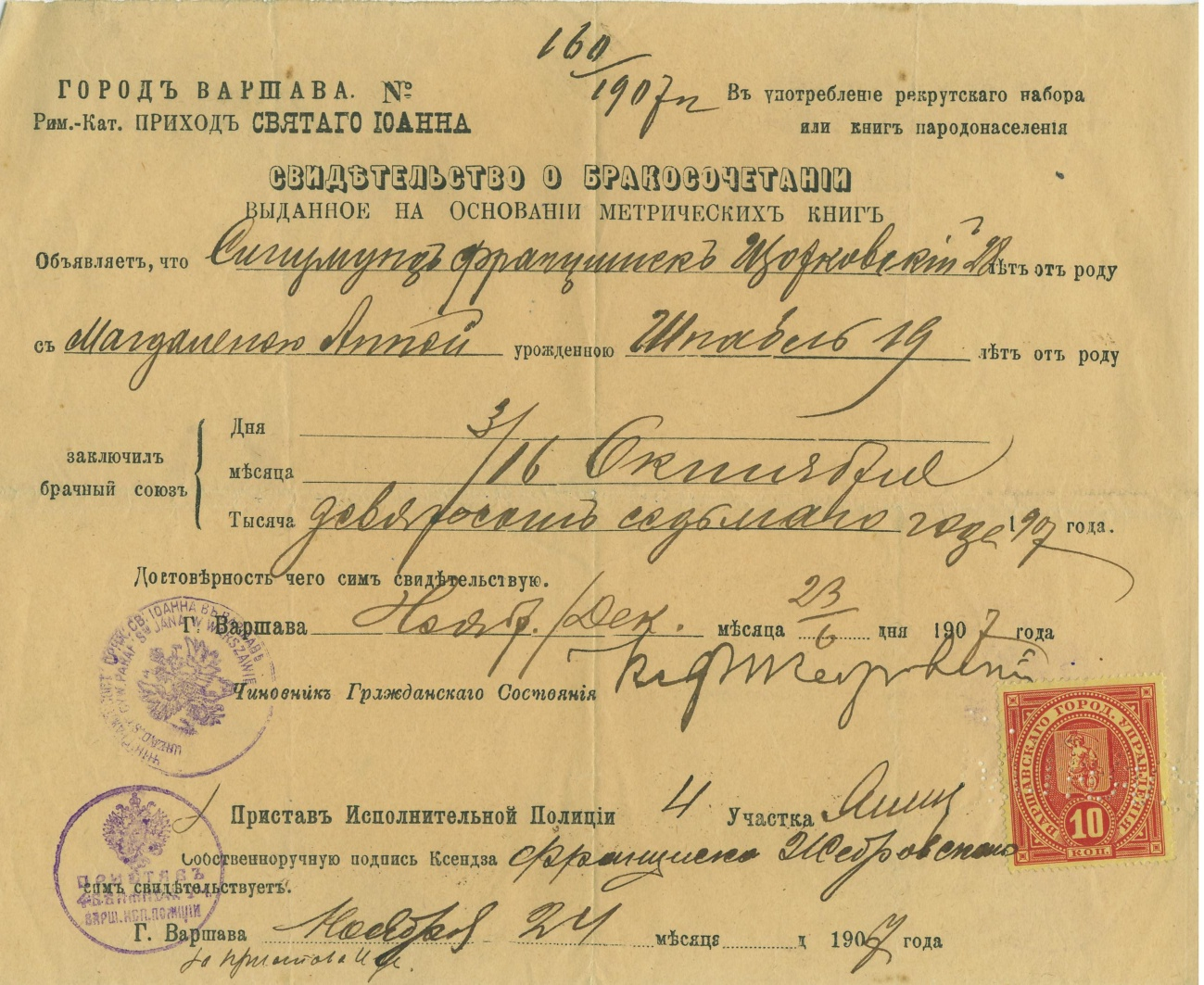
شهادة زواج صادرة باللغة الروسية في عام 1907

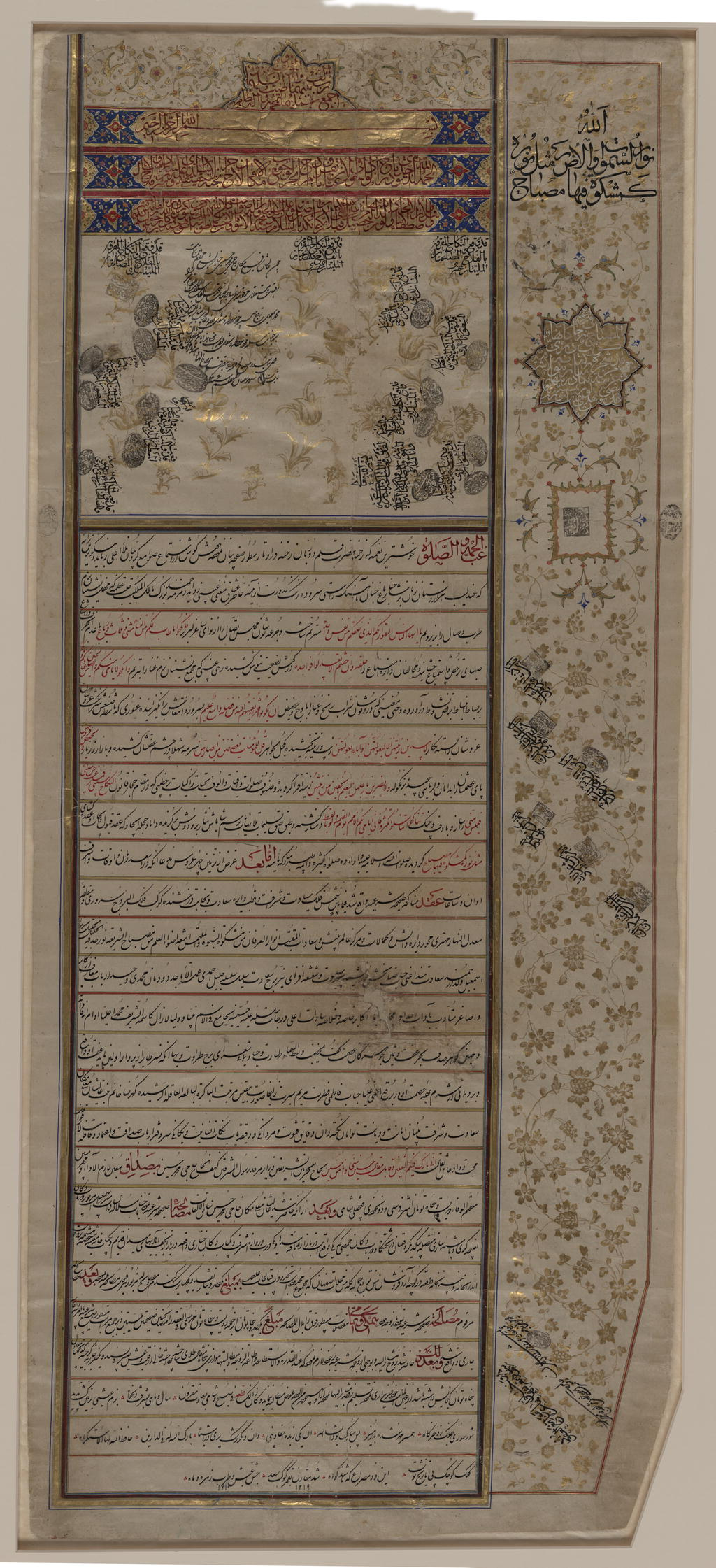
«عقد نامة» فارسي
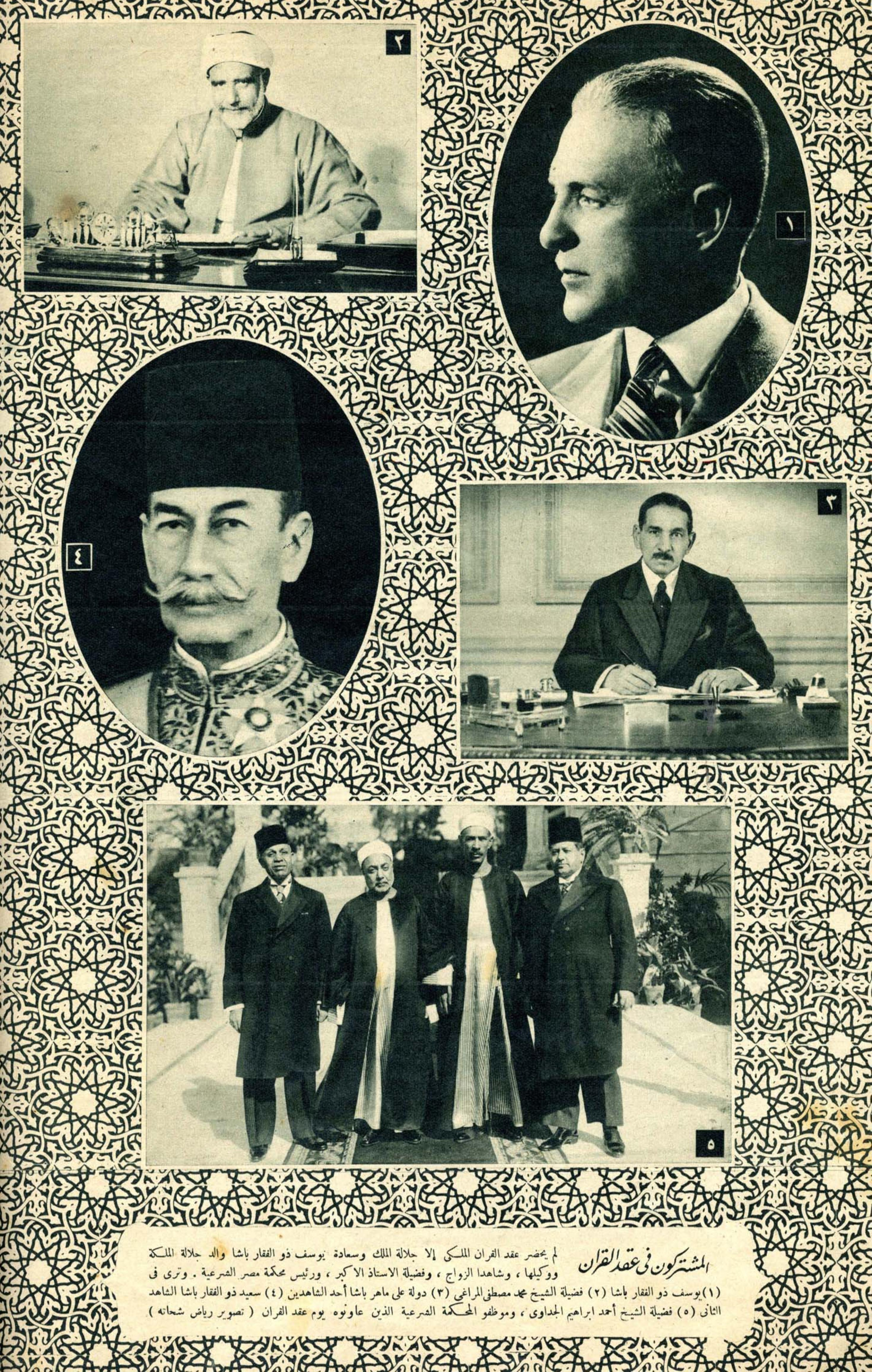
عقد القران